# Tommy Aldridge
Tommy Aldridge (Jackson, 15 agosto 1950) è un batterista statunitense, noto principalmente per la sua militanza negli Whitesnake.
Aldridge è stato un importante pioniere della doppia cassa nell'heavy metal ed uno dei primi batteristi ad aver sviluppato tecniche tipiche di questo strumento che sono state un grande spunto per molti batteristi venuti dopo.

## Biografia
Musicista autodidatta, fu influenzato principalmente da Cream, Beatles e Jimi Hendrix. La sua tecnica si affinò con il jazz e l'hard rock e batteristi come Joe Morello, Louie Bellson e John Bonham furono grandi ispirazioni per lui.
Negli anni settanta, Aldridge si unì ai Black Oak Arkansas, registrando con loro nove album, nel periodo compreso tra il 1972 e il 1976. Con il gruppo, intraprese un tour statunitense. Tra il 1978 e il 1981 militò invece nella band di Pat Travers, registrando cinque album.
Successivamente accettò il posto di batterista nella band di Ozzy Osbourne. Nonostante venga accreditato nelle note interne dell'album Diary of a Madman, Aldridge si unì a Osbourne solo a registrazioni terminate quando tutte le parti era già state eseguite dal vecchio batterista Lee Kerslake. Aldrige suonò nel live Speak of the Devil del 1982 e nell'album Bark at the Moon del 1983.
In seguito formò un progetto di breve durata denominato M.A.R.S. con il suo vecchio compagno nella band di Osbourne, Rudy Sarzo. Entrambi accettarono poi l'offerta di David Coverdale per suonare negli Whitesnake, con cui apparvero nell'album Slip of the Tongue del 1989.
Nel 2002 ritornò con gli Whitesnake con una formazione composta da David Coverdale (cantante), Doug Aldrich (chitarra), Reb Beach (chitarra), Marco Mendoza (basso) e Timothy Drury (tastiere). Nel 2007 lasciò il gruppo per riformare la Pat Travers Band, gruppo del quale era già stato membro dal 1977 al 1979, prima di ricongiungersi nuovamente agli Whitesnake nel 2013.

## Discografia
Con i Black Oak Arkansas
- 1972 - If an Angel Came to See You...
- 1973 - High on the Hog
- 1974 - Street Party
- 1975 - X-Rated
- 1976 - Balls of Fire

Con gli Whitesnake
- 1989 - Slip of the Tongue
- 2015 - The Purple Album
- 2019 - Flesh & Blood

 Con la Pat Travers Band 
- 1978 - Heat in the Street
- 1980 - Crash and Burn
- 1981 - Radio Active
- 2012 - Blues On Fire

Con Ozzy Osbourne
- 1981 - Diary of a Madman
- 1982 - Speak of the Devil
- 1983 - Bark at the Moon

Con i Motorhead
- 1992 - March ör Die

Con gli House of Lords
- 1992 - Demons Down

Con i Manic Eden
- 1994 - Manic Eden

## Equipaggiamento

### Yamaha Drums
Aldridge utilizza la serie di batterie Absolute Maple Nouveau della Yamaha.
- SD-4105 14" x 5.5" brass snare
- ATT-1512U 12" x 9" rack tom with VH-1206T 12" 19-ply, 6-hole maple hoops
- ATT-1513U 13" x 10" rack tom with VH-1306T 13" 19-ply, 6-hole maple hoops
- AFT-1516 16" x 16" floor tom with VH-1608F 16" 19-ply, 8-hole maple hoops
- AFT-1518 18" x 16" floor tom with VH-1808F 18" 19-ply, 8-hole maple hoops
- SKRM-100 Subkicks (qty. 2)

### Danmar Bass Drum Pedal Beaters
- Danmar 207A Tommy Aldridge[2]

### Paiste Cymbals
Aldridge utilizza piatti Paiste dal gennaio 2003.
- 17" Signature Full Crash
- 19" RUDE Thin Crash
- 20" 2002 Medium Crash
- 13" 2002 Medium Sound-Edge Hi-Hats
- 14" 2002 Wild Hi-Hats
- 16" Signature Thin China
- 18" 2002 Medium Crash
- 12" Signature Splash
- 18" RUDE Thin Crash
- 16" Signature Thin China
- 15" Signature Fast Crash
- 22" 2002 Power Ride
- 18" 2002 Medium Crash
- 19" Signature Power Crash
- 20" 2002 Medium Crash

### Remo Drum Heads
- Coated Emperor on the snare drum batter
- Clear Powerstroke 3 on the bass drum batters
- Clear Emperors on the tom batters
- Clear Ambassadors on the bottom of the toms[4]

### ProMark Drum Sticks
- Shira Kashi™ Oak 2S Tommy Aldridge Wood Tip[5]